# Alvin (cratère)
Pour les articles homonymes, voir Alvin.
Alvin est un petit cratère situé sur Mars. Il a été visité par la sonde Opportunity en 2005.

## Cratères visités par Opportunity
- Alvin
- Argo
- Beagle
- Beer
- Eagle, site d'atterrissage d'Opportunity
- Emma Dean
- Endurance
- Erebus
- Mädler
- Victoria
- Vostok
- Concepcion
- Santa Maria